# Championnat de Hongrie de rugby à XV 2021-2022
Navigation
Championnat 2020-2021 Championnat 2022-2023
Le championnat de Hongrie de rugby à XV 2021-2022 appelé NB I., oppose les six meilleures équipes hongroises de rugby à XV. Pendant la saison régulière, les six équipes s'affrontent en phase aller-retour. Les deux premiers se qualifient pour la finale, tandis que les 3e et 4e s'affrontent pour la médaille de bronze et les deux derniers pour éviter la relégation. 

## Les clubs de l'édition 2021-2022
Les dix équipes participant à l'Ekstraliga sont les suivantes :				
| Esztergom Szeged Százhalombatta Budapest Kecskemét Debrecen |

| Équipe             | Stade | Capacité | Ville          |
| ------------------ | ----- | -------- | -------------- |
| Battai Bulldogok   |       |          | Százhalombatta |
| Budapest Exiles    |       |          | Budapest       |
| Debreceni Huszárok |       |          | Debrecen       |
| Esztergomi Vitézek |       |          | Esztergom      |
| FW Gorillák Szeged |       |          | Szeged         |
| Kecskeméti ARC     |       |          | Kecskemét      |

## Saison régulière

### Classement
| Rang | Club                   | J  | V | N | D  | Pm  | Pe  | Diff | Pts |
| ---- | ---------------------- | -- | - | - | -- | --- | --- | ---- | --- |
| 1    | Esztergomi Vitézek (T) | 10 | 8 | 0 | 2  | 385 | 184 | +201 | 43  |
| 2    | FW Gorillák Szeged     | 10 | 8 | 0 | 2  | 360 | 186 | +174 | 41  |
| 3    | Battai Bulldogok       | 10 | 6 | 0 | 4  | 375 | 179 | +196 | 37  |
| 4    | Budapest Exiles        | 10 | 6 | 0 | 4  | 288 | 227 | +61  | 36  |
| 5    | Kecskeméti ARC         | 10 | 2 | 0 | 8  | 191 | 378 | -187 | 18  |
| 6    | Debreceni Huszárok     | 10 | 0 | 0 | 10 | 88  | 553 | -465 | 10  |

|  | Qualifiés pour la finale (no 1, no 2).                   |
|  | Qualifiés pour le match pour la 3ème place (no 3, no 4). |
|  | Barrage de relégation (no 5 , no 6).                     |
|  | T : champion 2021                                        |

## Phase finale

### Finale
| 21 mai 2022 | Esztergomi Vitézek | 19 - 32 (14 - 17) | FW Gorillák Szeged | Budapest Rugby Center, Budapest Arbitre : Mihai Lucian Vacaru |
| 21 mai 2022 | Essai(s) : Sovány 1 (34e), Csapó (61e) Pénalité(s) : Collet 3 (3e, 12e, 31e) Carton(s) jaune(s) : Cira (24e), Sőlősi (68e), Visi (78e) | Rapport           | Essai(s) : Gárgyán 1 (8e), Ducrocq 1 (16e), Szabó (26e), Márki 1 (71e), Keglic 1 (75e) Transformation(s) : Györgyey 2 (27e, 76e) Pénalité(s) : Györgyey 1 (48e) | Budapest Rugby Center, Budapest Arbitre : Mihai Lucian Vacaru |
| 21 mai 2022 | | Rapport           | | Budapest Rugby Center, Budapest Arbitre : Mihai Lucian Vacaru |

| Titulaires · Grégoire Collet 15 · Tímár Suiogan 14 · Erhard Sovány 13 · Ádám Tímár 12 · Erik Csapó 11 · Péter Visi 10 · Raul Zaiba 22 · Zoltán Koller 8 · Darius Sőlősi 7 · Ákos Ágotai 6 · Hunor Vodicska 5 · Denis Stavila 4 · Samuel Cira 3 · Sándor Bende 2 · Zoltán Heckel 1 · Remplaçants · Balázs Visi 16 · Tamás Volentér 17 · Regő Rácz 18 · Ádám Szakály 19 · Károly Suiogan 20 · Imre Szóda 21 · József Remsik 23 · Márk Stiglmayer 9 · |  | Titulaires · 15 Bence Baranyi · 14 Aleksandar Madanovic · 13 Predrag Keglic · 12 Aleksandar Djordjevic · 11 Bertalan Koltai · 10 András Györgyey · 9 Dominik Nagymihály · 8 Thomas Ducrocq · 7 Zsolt Barna · 6 Dániel Talpai · 5 Manó Márk Kovacs · 4 Roland Márki · 3 Dániel Gárgyán · 2 Tamás Hardi · 1 Tamás Szabó · Remplaçants · 16 Zorán Terhes · 17 Csaba Tamás · 18 Tamás Petrov · 19 Ábel Petrov · 20 Ádám Bálint · 21 Botond Bozsák · 22 Gergő Drabbant · 23 Tamás Ábrahám · |

### 3eplace
| 21 mai 2022 | Budapest Exiles | 15 - 48 (7 - 19) | Battai Bulldogok | Budapest Rugby Center, Budapest |
| 21 mai 2022 | Rapport         |                  |                  | Budapest Rugby Center, Budapest |
| 21 mai 2022 |                 |                  |                  | Budapest Rugby Center, Budapest |

### Barrage de relégation
| 21 mai 2022 | Kecskeméti ARC | 36 - 17 (17 - 0) | Debreceni Huszárok | Budapest Rugby Center, Budapest |
| 21 mai 2022 | Rapport        |                  |                    | Budapest Rugby Center, Budapest |
| 21 mai 2022 |                |                  |                    | Budapest Rugby Center, Budapest |